# Walter M. Miller
Walter Michael Miller, Jr. (23. ledna 1923 New Smyrna Beach, Florida – 9. ledna 1996) byl americký autor science fiction. Dnes je znám především pro svou novelu Chvalozpěv na Leibowitze, jediná kniha která byla vydána za jeho života.

## Život
Miller studoval na University of Tennessee a na Texaské univerzitě v Austinu, pracoval jako inženýr. Během 2. světové války, sloužil v Army Air Corps jako radista a odstřelovač.
V roce 1945 se oženil s Annou Louise Beckerovou. Měli spolu čtyři děti.

## Dílo

### Novely
- 1959 – Chvalozpěv na Leibowitze (postapokalyptické science fiction)
- 1997 – Saint Leibowitz and the Wild Horse Woman (dokončil Terry Bisson)

### Krátké příběhy
- Dark Benediction (1951)
- Izzard and the Membrane (1951)
- The Little Creeps (1951)
- Secret of the Death Dome (1951)
- The Song of Vorhu (1951)
- The Soul-Empty Ones (1951)
- The Space Witch (1951)
- Anybody Else Like Me? (1952)
- The Big Hunger (1952)
- Big Joe and the Nth Generation (1952)
- Bitter Victory (1952)
- Blood Bank (1952)
- Cold Awakening (1952)
- Command Performance (1952)
- Conditionally Human (1952)
- Dumb Waiter (1952)
- Gravesong (1952)
- Let My People Go (1952)
- No Moon for Me (1952)
- The Reluctant Traitor (1952)
- Six and Ten Are Johnny (1952)
- Crucifixus Etiam (1953)
- I, Dreamer (1953)
- The Sower Does Not Reap (1953)
- The Yokel (1953)
- Wolf Pack (1953)
- Death of a Spaceman (1954)
- I Made You (1954)
- Memento Homo (1954)
- The Ties that Bind (1954)
- The Will (1954)
- Way of a Rebel (1954)
- The Darfsteller (1955)
- The First Canticle (1955)
- The Hoofer (1955)
- The Darfsteller (1955)
- You Triflin' Skunk! (1955)
- The Lineman (1957)
- The Song of Marya (1957)
- Vengeance for Nikolai (1957)
- The View from the Stars (1964)